# Маралды (Акмолинская область)
Маралды (каз. Маралды, до 2023 года — Мысок) — село в Сандыктауском районе Акмолинской области Казахстана. Входит в состав Аксоранского сельского округа. Код КАТО — 116453400.

## География
Село расположено в северной части района на берегу озера Кундызколь, в 24 км на север от центра района села Балкашино, в 1 км на северо-запад от центра сельского округа села Новоникольское.

### Улицы[3][4]
- ул. Достык,
- ул. Каскена Баймышева,
- ул. Набережная,
- ул. Садовая,
- ул. Тауелсиздиктин 25 жылдыгы,
- ул. Шокана Уалиханова.

### Ближайшие населённые пункты
- село Новоникольское в 1 км на юго-востоке,
- село Кумдыколь в 3 км на северо-востоке.

## Население
В 1989 году население села составляло 350 челвоек (из них русских 54 %, казахов 25 %).
В 1999 году население села составляло 353 человека (174 мужчины и 179 женщин). По данным переписи 2009 года, в селе проживало 289 человек (136 мужчин и 153 женщины).
| Численность населения | Численность населения | Численность населения |
| 1989                  | 1999                  | 2009                  |
| --------------------- | --------------------- | --------------------- |
| 350                   | ↗353                  | ↘289                  |